# Pirenoide

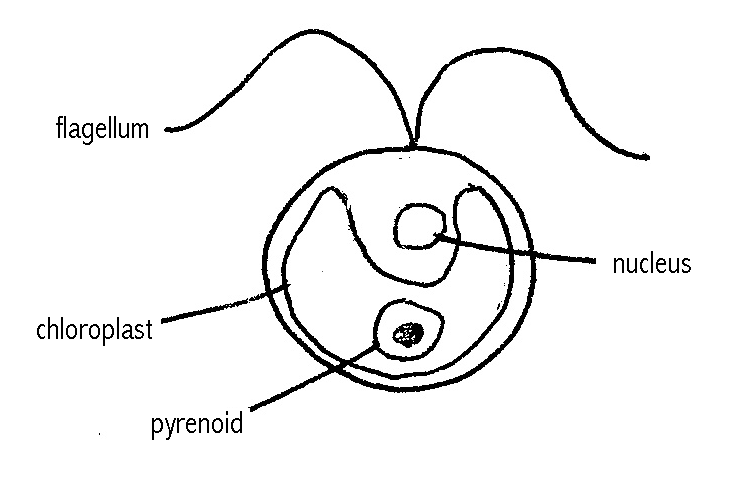
Dibujo esquemático de una célula de Chlamydomonas

El pirenoide es una masa fundamentalmente proteica, incolora, y muy refringente que se observa en el estroma de los plastos de muchas algas eucarióticas (protistas acuáticos autótrofos) de distintos grupos. No se encuentra en las formas evolutivamente más derivadas de las algas, sino principalmente en las formas basales, sobre todo unicelulares con la excepción de la división Anthocerotophyta que a pesar de ser más derivado evolutivamente de las algas, presenta pirenoides rodeando un cloroplasto discoidal grande (con sus respectivas excepciones)
Deriva evolutivamente del carboxisoma de las cianobacterias, y como él representa un reservorio de la enzima Ribulosa-1,5-bisfosfato-carboxilasa-oxigenasa (RuBisCO), la encargada de la fijación del dióxido de carbono durante la fotosíntesis (ciclo de Calvin).
- Datos: Q574470